# وی. کریس ووزنکرفت
والاس کریستوفر ووزنکرفت (۱۹۵۴–۲۰۰۷) جانورشناس آمریکایی بود که در پستانداران گوشتخوار کوچک تخصص داشت. او استاد زیست‌شناسی در کالج بتل (ایندیانا) بود و ریاست کمیته پستانداران گوشتخوار را در اتحادیه بین‌المللی حفاظت از طبیعت و منابع طبیعی بر عهده داشت. او نویسنده‌ی آثاری در رشته‌ی خود است.  
ووزنکرفت در ۲۵ مه ۱۹۵۳ در تالسا، اوکلاهما متولد شد و در ۶ ژانویه ۲۰۰۷ از دنیا رفت.